# Elida, Nova Mehika
Elida je mesto, ki leži v okrožju Roosevelt, ki leži v ameriških zvezni državi Nova Mehika. 
Leta 2000 je naselje imelo 183 prebivalcev in 2,1 km² površine (naselje nima nobenih vodnih površin).